# Douglas Povah Dickinson
Douglas Povah Dickinson, britanski general, * 1886, † 1949.